# Leiobunum flavum
Leiobunum flavum – gatunek kosarza z podrzędu Eupnoi i rodziny Sclerosomatidae.

## Opis
Długość ciała u samców wynosi od 5 do 6 mm, zaś u samic od 8,5 do 10 mm. Całe ciało wraz z odnóżami i guzkiem ocznym, u obu płci ubarwione jasnobrązowo. Czasem widoczne jest brązowe cętkowanie na karapaks.

## Biotop
Kosarz ten zamieszkuje tereny zalesione.

## Podgatunki
Wyróżniono dwa podgatunki:
- Leiobunum flavum flavum Banks, 1894
- Leiobunum flavum leiopenis Davis, 1934

## Występowanie
Gatunek występuje we wschodnich oraz południowych Stanach Zjednoczonych (wykazany ze stanów: Alabama, Illinois, Kentucky, Luizjana, Missouri, Missisipi, Maryland, Massachusetts, Nowy Jork, Karolina Północna, Ohio, Oklahoma, Pensylwania, Tennessee, Teksas oraz Wisconsin) i Meksyku.